# Видземские говоры ливонского диалекта

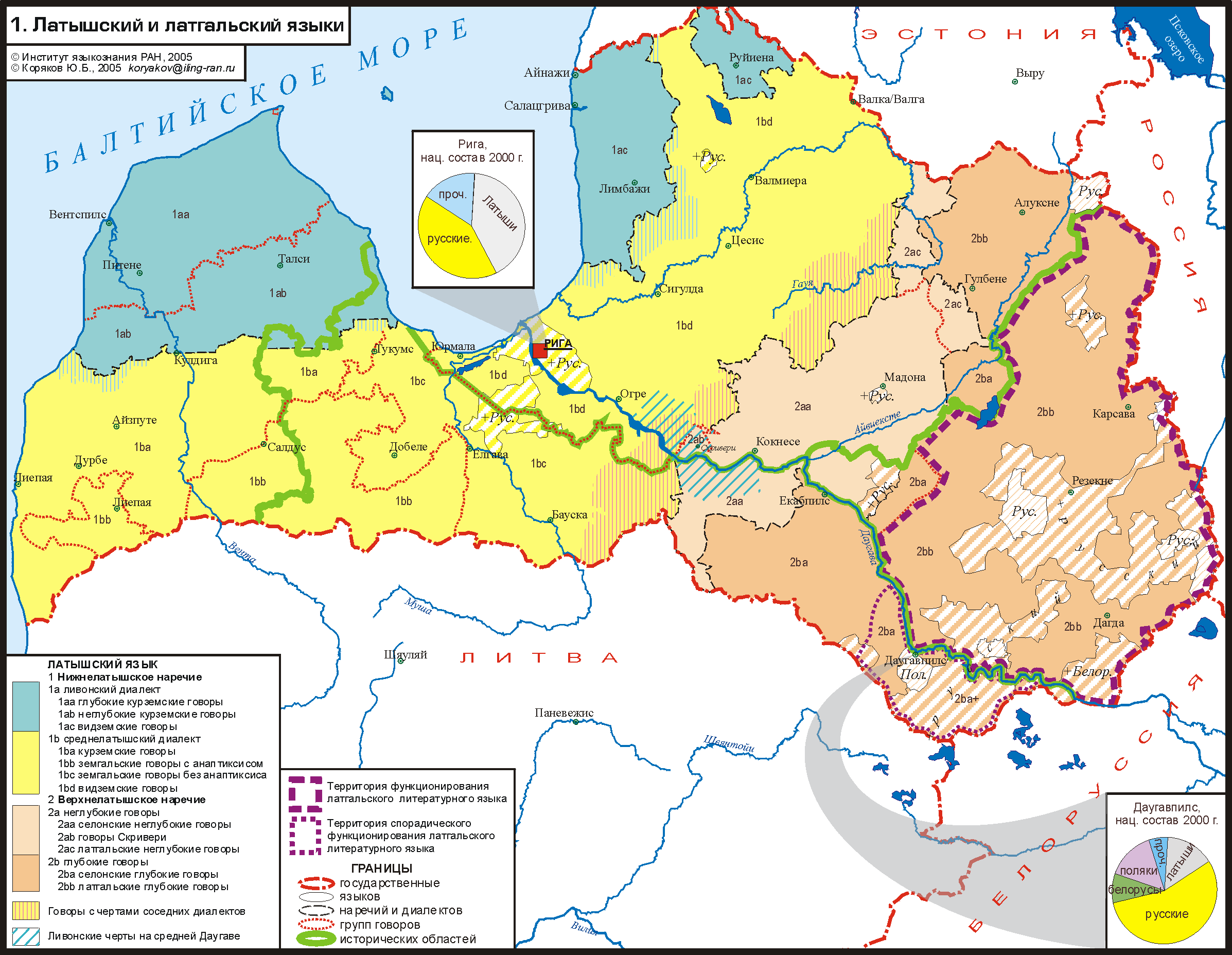
Ареал видземских говоров ливонского диалекта на карте распространения латышского и латгальского языков

Ви́дземские го́воры ливо́нского диале́кта (также ливонские тамские говоры; латыш. vidzemes lībiskās izloksnes) — говоры ливонского диалекта, распространённые в северных районах Латвии, на северо-западе Видземе. В составе ливонского диалекта видземские говоры противопоставляются курземским говорам.
Согласно классификации А. Гатерса, в видземском ареале выделяются ливонские тамские говоры.

## Область распространения
Область распространения видземских говоров размещена в северных районах Латвии в северо-западной части историко-этнографической области Видземе. Она включает два ареала, разделённых областью распространения видземских среднелатышских говоров.

Диалекты латышского языка

Согласно современному административно-территориальному делению Латвии, западный ареал видземских говоров занимает территории Салацгривского, Алойского и Лимбажского краёв, восточный островной ареал видземских говоров занимает территории Руйиенского и Наукшенского краёв.
Западный видземский ареал ливонского диалекта с запада ограничивается побережьем Балтийского моря, на севере граничит с областью распространения эстонского языка, на востоке и юге — с областью распространения видземских говоров среднелатышского диалекта. Восточный видземский ареал ливонского диалекта представляет собой анклав, окружённый с севера и востока ареалом эстонского языка, с юга и запада ареалом видземских говоров среднелатышского диалекта.

## Диалектные особенности
Видземские говоры характеризуются следующими диалектными чертами, противопоставленными чертам курземских говоров:
1. Сохранение гласных, в том числе и дифтонгов, произносимых без второстепенного ударения, в суффиксальных слогах: [dañcotaš] (лат. литер. dancotājs [dañ:cuôtā̃js]) «танцор». В курземских говорах гласные в данной позиции, как правило, утрачиваются: [dañctęs].
2. Отсутствие диалектных черт, общих у курземских говоров с неливонскими говорами Курземе. Например, отсутствие в видземских говорах гласного u, предшествующего согласным b, v и древнего тавтосиллабического n, при их сохранении в курземских говорах.